# Music & Arts
Music & Arts es una compañía discográfica independiente estadounidense con sede en Berkeley, California, especializada en música clásica y jazz. Fue fundada en 1984 por Frederick Maroth.

## Historia
La compañía fue creada en 1984 por Frederick Maroth. Se trata de una filial perteneciente a Music and Arts Programs of America, Inc., una organización sin ánimo de lucro que se dedica a la educación no formal en el campo de las artes. El sello publicó por primera vez grabaciones digitales originales de música clásica junto con grabaciones históricas de interpretaciones en vivo y retransmisiones. Obtuvo reconocimiento internacional con la grabación de estrenos de música nueva de compositores estadounidenses del siglo XX. Algunos de estos proyectos fueron financiados con subvenciones de la National Endowment for the Arts, el Aaron Copland Fund, diversas fundaciones privadas y donantes particulares como Milton Babbitt y Elliott Carter.
En 1989 se incorporaron a su oferta el jazz tanto tradicional como de vanguardia. Estos nuevos géneros fueron presentados tanto en grabaciones digitales originales como en reediciones. El sello ha editado coproducciones clásicas con la Escuela de Música Eastman, el Mills College, el Centro de Nueva Música de la Universidad de Iowa, el Deutsches Rundfunkarchiv (el archivo central de la radio alemana), el sistema de radio austriaco ORF 1, las emisoras de radio alemanas NDR, BR, HR, MDR y DR, la Orquesta Filarmónica de Viena y la Orquesta Sinfónica de Viena.
El catálogo de Music & Arts es distribuido en Estados Unidos y Canadá por Naxos, en México por Vergel Musical, en Suiza por Harmonia Mundi - Musicora AG y en los países del Benelux por Outhere.

## Repertorio
El catálogo de música clásica incluye a compositores y músicos como Milton Babbitt, John Cage, Elliott Carter, Aaron Copland, George Crumb, Henry Cowell, David Del Tredici, Lukas Foss, John Harbison, Lou Harrison y Leon Kirchner, Charles Wuorinen. 
Estos son algunos de los artistas de jazz que han publicado nuevo material en Music & Arts: Anthony Braxton, Tim Cobb, Marilyn Crispell, Andrew Cyrille, Joe Fonda, Georg Gräwe, Julius Hemphill, Gerry Hemingway, Larry Ochs, Ivo Perelman, Paul Plimley, John Rapson, Ernst Reijseger, String Trio of New York y Reggie Workman.

## Artistas
En proyectos de presentación de novedades a partir de grabaciones de archivo inéditas la compañía ha colaborado con  grandes intérpretes. Destacan los directores de orquesta Jascha Horenstein, Otto Klemperer, Dimitri Mitrópoulos, Pierre Monteux, Carl Schuricht y Bruno Walter; los pianistas Claudio Arrau, Robert Casadesus, Edwin Fischer, Walter Gieseking, Friedrich Gulda, Arturo Benedetti Michelangeli y Rudolf Serkin; y los violinistas Adolf Busch, Zoltan Szekely y Joseph Szigeti. 

## Discografía selecta
- Art Tatum: The Standard Transcriptions (1935–45)
- Duke Ellington Orchestra: Live at the 1957 Stratford Festival (1957)
- Anthony Braxton: The Braxton Quartet Plays Twelve Braxton Compositions (1993)
- Georg Gräwe: Saturn Cycle (1994)
- Paul Plimley: Density of the Lovestruck Demons (1994)
- Marilyn Crispell: Contrasts - Live at Yoshi’s (1995)
- String Trio of New York: With Anthony Davis (1997)